# Троицкое (Измалковский район)
Троицкое — село Измалковского района Липецкой области.
Входит в состав Чернавского сельсовета.

## География
Село расположено на правом берегу реки Большая Чернава, впадающей восточнее села в реку Быстрая Сосна.
В Троицком имеются просёлочные дороги, одна из которых выходит на автодорогу Р-119.

## История
В 17 веке в окрестностях села были оборонительные сооружения, которые входили в состав Белгородской черты. 

### Улицы
- ул. Платовка
- ул. Садовая
- ул. Хуторская
- ул. Центральная

## Население
| 2010 |
| ---- |
| 79   |